# منوچهر وظیفه‌خواه

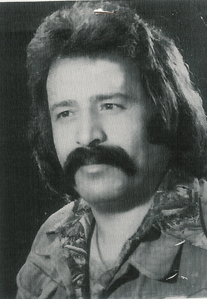
منوچهر وظیفه‌خواه

منوچهر وظیفه‌خواه مشهور با نام مستعار: دکتر منوچهری (۱۳۱۹ تهران–۲۳ فروردین ۱۳۵۹ لندن)، رهبر عملیات تعقیب و مراقبت و رئیس دایره امنیت داخلی، رئیس تیم واحد اطلاعات کمیته مشترک ضد خرابکاری و رئیس تیم بازجویی سازمان امنیت و اطلاعات کشور بود.
وظیفه‌خواه از سالهای ۱۳۵۰ تا بهمن ۱۳۵۷ به مدت ۷ سال رئیس تیم بازجویی ساواک بود.

## اتهامات
او متهم است که در بازجویی، از روش‌های آپولو، دستبند قپانی، مصلوب کردن، سوزاندن و فروکردن سوزن به بدن، مجبور کردن روحانیون به کتک زدن همدیگر به ویژه بستگان و هم پرونده‌ای‌ها، و همین‌طور اجبار آن‌ها به خوردن مشروب را از اقدامات وی خوانده‌اند.
سید علی خامنه‌ای، رهبر جمهوری اسلامی ایران در مستندی تلویزیونی در سال ۱۳۸۴ اعلام کرد که در زندان کمیته مشترک ضدخرابکاری توسط «منوچهری» بازجویی شده است.
همچنین از دیگر زندانیان او؛ طالقانی‏، ‏مهدوی کنی، خلخالی، منتظری‏، لاهوتی، غفاری، هاشمی رفسنجانی، محمدی گیلانی و ری‌شهری بوده‌اند.

## خاطرات افراد شکنجه شده توسط وظیفه خواه
- سید علی خامنه‌ای: منوچهری اومد توی سلولم بهم گفت خامنه‌ای تویی؟ گفتم بله، هان! پس خامنه‌ای که میگن تویی هان؟! منو می‌شناسی؟ گفتم نه؛ گفت من منوچهری‌ام. نگاه کرد توی چهره من که اثر حرف خودشو توی صورت من ببینه. منوچهری گفت من تو رو خیلی خوب می‌شناسم، تو همون کسی هستی که مثل ماهی از دست بازجو لیز می‌خوری.[۴]
- سعید شاهسوندی: منوچهری آنقدر من رو شلاق می‌زد که تا الآن جاش روی پاهام مونده، و موقع بازجویی هم با خنده، سوزن داغ توی ناخون‌هام فرومی‌کرد.[۵]
- صادق خلخالی: یک روز قبل از اینکه به کرمان تبعید بشم، منوچهری اومد توی سلولم روی صورتم ادرار کرد و با فحش گفت اگه من توی الاغو آدم نکنم دکتر نیستم.[۶]
- محمد محمدی ری شهری: منوچهری چنان با پا رفت توی صورتم که مجبور شدم فک مصنوعی بذارم.[۷]
- مرضیه حدیدچی: منوچهری دکتر شکنجه‌اس، هر وقت منو می‌دید با انگشت می‌زد توی چشمام و سیگار پشت گوشم خاموش می‌کرد.[۸]
- احمد سالک کاشانی: بعد از کلی شلاق، منوچهری منو می‌فرستاد برای پانسمان، بعد دوباره شلاقو شروع می‌کرد، توی کثافت و لجن بودیم.[۹]

## تقدیر
او به پاس خدماتش به سازمان امنیت کشور، موفق به دریافت مدال جشن‌های ۲۵۰۰ ساله، تشویق کتبی نصیری، نشان درجه ۳ کوشش و نشان درجه ۳ پاس شد.

## ترور
وظیفه‌خواه، بعد از انقلاب اسلامی در تاریخ ۲۶ بهمن ۱۳۵۷ از ایران خارج شد و در انگلیس به فرزندانش پیوست.او در ۲۳ فروردین ۱۳۵۹ در ایستگاه پلیس لندن توسط عوامل جمهوری اسلامی به قتل رسید. حکم قتل وی از طرف صادق خلخالی صادر شده بود.
برخی معتقدند که منوچهر وظیفه‌خواه، چون دربارهٔ پرونده روحانیان زندانی در دوره پهلوی ، چیزهای زیادی می‌دانست و ترور شد.

## تصاویر

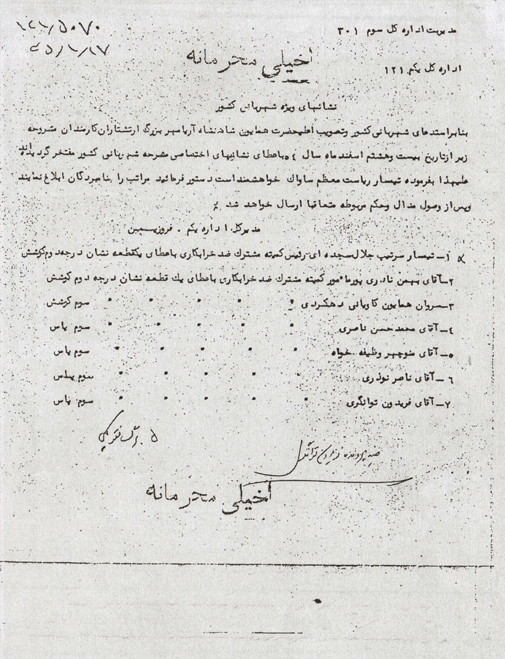
درخواست اعطای نشان افتخار به کارمندان ساواک